# Ilinka Mitreva

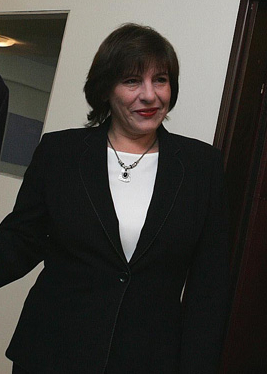
Ilinka Mitreva, 2004

Ilinka Mitreva (mazedonisch Илинка Митрева; * 11. Februar 1950 in Skopje; † 31. Juli 2022) war eine nordmazedonische Politikerin.
Mitreva wurde am 11. Februar 1950 in der Hauptstadt der jugoslawischen Teilrepublik Mazedonien, Skopje geboren. Sie stammt aus einer angesehenen bulgarischen Familie aus Ohrid. Ilinka Mitrevas Großvater, Anastas Mitrev, war einer der beliebtesten bulgarischen Lehrer seiner Zeit in der Diözese des bulgarischen Exarchats und nahm an der jungtürkischen Revolution an der Seite von Ali Çetinkaya teil. Nach der Revolution, war er Mitglied der osmanischen Partei Union der bulgarischen Verfassungsclubs in Makedonien. Der Sohn von Atanas, Ilinkas Vater, Dimitar Mitrev wurde im thrakischen, damals bulgarischen Dedeagats geboren als Anastas Mitrev dort Lehrer war. Dimitar Mitrev wuchs jedoch in der bulgarischen Hauptstadt Sofia auf und zog nach Ende des Zweiten Weltkrieges nach Skopje. Ilinkas Vater gilt als Begründer der mazedonischen Literaturkritik und -theorie.
Ilinka Mitreva studierte Philologie und war ab 1974 an der Universität Skopje tätig (zuletzt als Professorin für Romanistik). Sie gehörte der sozialdemokratischen Partei SDSM an. 1994 wurde sie erstmals ins Parlament gewählt. Im Mai 2001 wurde sie Außenministerin und hatte dieses Amt, nach einer Unterbrechung von November 2001 bis November 2002 durch Slobodan Čašule, bis August 2006 inne.